# Žydrūnė
Žydrūnė ist ein litauischer weiblicher Vorname, abgeleitet von žydras ('blau'). Die männliche Form ist Žydrūnas.

## Personen
- Žydrūnė Juodkienė (* 1974),  Politikerin, Vizeministerin für Energiewirtschaft